# Juan Carlos Loza
Juan Carlos Loza (Santa Lucía, 10 de julio de 1920-desconocido) fue un productor vitivinícola y político argentino de Cruzada Renovadora, que se desempeñó como senador nacional por la provincia de San Juan entre 2000 y 2001.

## Biografía
Nació en Santa Lucía (San Juan) en julio de 1920. En el ámbito privado, se dedicó al sector vitivinícola como productor.
En política, fue fundador del partido político provincial Cruzada Renovadora junto a Alfredo Avelín en 1960. En julio de 2000 asumió como senador nacional por la provincia de San Juan, designado por la legislatura provincial para completar el mandato de Alfredo Avelín, elegido al Senado en 1992 y quien había asumido como gobernador de San Juan en diciembre de 1999, renunciando al cargo de senador y permaneciendo la banca sin un titular por unos meses. La demora en la designación de Loza y su asunción en la cámara alta se debió a un intento del Partido Justicialista de ocupar dicha banca con un candidato propio.
Conformó el monobloque de Cruzada Renovadora, fue vicepresidente de la comisión para la Defensa de los Derechos Usuarios y Consumidores e integró como vocal la comisión de Inversión. Finalizó su mandato en diciembre de 2001.